# Łuki (przystanek kolejowy)
Łuki (ukr. Луки, ros. Луки) – przystanek kolejowy w pobliżu miejscowości Łuki, w rejonie samborskim, w obwodzie lwowskim, na Ukrainie.